# Hommelstø
Hommelstø är en tidigare tätort i Brønnøy kommun i Nordland fylke i norra Norge. Orten ligger där fylkesväg 76 möter fylkesväg 7228, längst inne vid Heggfjorden, en arm av Velfjorden. Velfjords kyrka ligger väster om orten.
Tidigare har orten utgjort centralort i dåvarande Velfjords kommun.
Sedan 2018 räknas orten inte längre som en tätort.